# Macintosh Centris 660AV
Vendu à l'origine sous le nom de Centris 660AV, cet ordinateur partage le même boîtier que le Centris 610. En plus d'un processeur plus rapide à 25 MHz, le 660AV inclut des caractéristiques audio et vidéo avancées : il intègre un second processeur AT&T à 55 MHz destiné au traitement du signal, des connecteurs audio/vidéo à l'arrière, et peut numériser de la vidéo grâce à ses ports spécifiques.
Comme les Centris 610 et 650, il fut renommé Quadra 660AV en octobre 1993, lorsque Apple abandonna la gamme Centris. Sa production s'arrêta en septembre 1994.

## Caractéristiques
- processeur : Motorola 68040 32 bit cadencé à 25 MHz
- second processeur : AT&T 3210 à 55 MHz
- bus système 32 bit à 25 MHz
- mémoire morte : 2 Mio
- mémoire vive : 8 Mio extensible à 68 Mio
- 8 Kio de mémoire cache de niveau 1
- disque dur SCSI de 80 à 500 Mo
- lecteur de disquette « SuperDrive » 1,44 Mo 3,5"
- lecteur CD-ROM 2x
- mémoire vidéo de 1 Mio de VRAM
- résolutions supportées :
  - 512 × 384 en 24 bit
  - 640 × 400 en 24 bit
  - 640 × 480 en 16 bit
  - 800 × 600 en 16 bit
  - 832 × 624 en 16 bit
  - 1 024 × 768 en 8 bit
  - 1 152 × 870 en 8 bit
- slots d'extension :
  - 1 slot d'extension 7" NuBus ou PDS
  - 2 connecteurs mémoire de type SIMM 72 broches (vitesse minimale : 70 ns)
- connectique :
  - 1 port SCSI (DB-25)
  - 2 ports série (Mini Din-8)
  - 2 ports ADB
  - sortie vidéo DB-15
  - port Ethernet AAUI-15
  - sortie audio : stéréo 16 bit
  - entrée audio : stéréo 16 bit
  - entrées et sorties s-vidéo et composite
- haut-parleur mono intégré
- microphone mono intégré
- dimensions : 8,6 × 41,4 × 39,6 cm
- poids : 6,4 kg
- alimentation : 86 W
- systèmes supportés : 7.1 à 8.0